# سرپوشیده (باغ‌ملک)
سرپوشیده (باغ‌ملک)، روستایی از توابع بخش مرکزی شهرستان باغ‌ملک در استان خوزستان ایران است. روستای که از چهار قسمت عمده تشکیل شده.

## جمعیت
این روستا در دهستان هپرو قرار دارد و براساس سرشماری مرکز آمار ایران در سال ۱۳۸۵، جمعیت آن ۲۲۳ نفر (۳۸خانوار) بوده‌است.